# Estación de Plaza de Sants
Plaza de Sants (en catalán y oficialmente Plaça de Sants) es una estación de las líneas 1 y 5 de Metro de Barcelona situada bajo la plaza del mismo nombre en el distrito de Sants-Montjuïc de Barcelona.
En 1926 se inauguraron los andenes de la línea 1 de Metro de Barcelona siendo la estación inicial del primer tramo del Metro Transversal. La estación llevaba entonces el nombre de Sans. Más tarde, en 1969 se inauguraron los andenes de la línea 5 de Metro de Barcelona (en aquel entonces línea V).
En 1982 con la reorganización de los números de líneas a la numeración arábiga y cambios de nombre de estaciones pasó a llamarse Plaça de Sants.
Esta estación no cuenta con ascensor
| << cabecera           | < estación | línea | estación >    | cabecera >>   |
| --------------------- | ---------- | ----- | ------------- | ------------- |
| Metro                 |            |       |               |               |
| Hospital de Bellvitge | Mercat Nou |       | Hostafrancs   | Fondo         |
| Cornellà Centre       | Badal      |       | Sants-Estació | Vall d'Hebron |

- Datos: Q2054359
- Multimedia: Plaça de Sants metrostation / Q2054359